# Rosario Livatino
Rosario Angelo Livatino (pronuciacion en italliano: [roˈzaːrjo livaˈtiːno]; (Canicattì, Sicilia, 3 de octubre de 1952 - Agrigento, 21 de septiembre de 1990)  fue un magistrado italiano que fue asesinado por Stidda.

## Biografía
Livatino nació en Canicattì, en Sicilia. Después de completar con éxito la escuela secundaria, ingresó en la Facultad de Derecho de la Universidad de Palermo en 1971 y se graduó en 1975. Entre 1977 y 1978 se desempeñó como subdirector en la Oficina de Registro en Agrigento. En 1978, después de estar entre el porcentaje más alto en la auditoría del Poder Judicial, consiguió un puesto como magistrado en el tribunal de Caltanissetta.
En 1979 se convirtió en "sostituto procuratore" (fiscal adjunto) en el tribunal de Agrigento, cargo que mantuvo hasta 1989, cuando fue nombrado juez auxiliar (giudice a latere). Fue asesinado el 21 de septiembre de 1990, en la ruta SS 640, por 4 sicarios de Stidda (la otra mafia siciliana en rivalidad con la Cosa Nostra), mientras viajaba sin guardaespaldas al juzgado.
Durante su carrera, Livatino trabajó contra la corrupción y obtuvo éxito en varios casos, obteniendo la incautación de grandes sumas de dinero y propiedades y el arresto de figuras importantes del crimen organizado.
Su historia se inspiró en una novela, The Boy Judge ("The Boy Judge"), escrita por Nando Dalla Chiesa en 1992, y esta se convirtió en una película con el mismo título en 1994 por el director Alessandro di Robilant.

## Proceso de beatificación
En 1993, el obispo de Agrigento le pidió a la antigua maestra de Rosario Livatino, Ida Abate, que recopilara cualquier testimonio disponible para la beatificación de Livatino.
El Papa Juan Pablo II dijo que Rosario Livatino era una "Mártir de la Justicia y de manera indirecta, de la Fe Cristiana"
En diciembre de 2020, el Papa Francisco aprobó el decreto de martirio propuesto por la Congregación para las Causas de los Santos del Vaticano. El siervo de Dios Rosario Angelo Livatino ha sido proclamado oficialmente Beato el domingo 9 de mayo de 2021 en la Catedral de Agrigento, Sicilia por el cardenal Marcello Semeraro, Prefecto de la Congregación para las Causas de los Santos el mismo día que Juan Pablo II, en 1993, en el Valle de los Templos, dirigió su perentoria invitación a la mafia: "¡Conviértete! ¡Una vez que llegue el juicio de Dios!.